# Nipponopterus
Nipponopterus — вимерлий рід птерозаврів з японської групи Міфуне пізньої крейди. Рід містить один вид, N. mifunensis, відомий з часткового шийного хребця. Nipponopterus є першим японським птерозавром, який отримав назву.

## Відкриття та найменування

Порівняння розмірів

Зразок голотипу Nipponopterus, MDM 349, був виявлений у відкладеннях «верхньої формації» групи Міфуне («Місце 1018») у відслоненнях гірських порід поблизу дамби Амагімі в місті Міфуне, префектура Кумамото в Кюсю, Японія. Зразок складається із заднього кінця шостого шийного хребця. Вперше екземпляр був описаний у 2000 році як приналежний до аждархід. Обмежене розуміння кладу в той час перешкоджало більш детальному аналізу. Хоча ранні огляди трактували шийний хребець як четвертий або п'ятий, останній аналіз показує, що його можна з упевненістю вважати шостим.
У 2024 році Чжоу та ін. описав Nipponopterus mifunensis як новий рід і вид птерозаврів-аждархів на основі цих викопних останків. Родова назва Nipponopterus поєднує «Nippon» — японську назву країни — з «pterus», що походить від давньогрецького слова ptéron, що означає «крило». Видова назва, mifunensis, посилається на місцевість типу в групі Міфуне в місті Міфуне. Nipponopterus є першим птерозавром з Японії.
Фаланга крила та п’ясткова кістка, що належали невизначеним птерозаврам-аждархідам, також відомі з цієї формації, але не були віднесені до Nipponopterus.

## Опис
Голотип Nipponopterus морфологічно порівнюється з подібним фрагментарним безіменним зразком птерозавра з Монголії, який отримав прізвисько «Бурхантський аждархід». Вимірювання матеріалу Nipponopterus показує, що він становить 82% розміру бурхантського зразка. Однак перший, ймовірно, належить недорослій особині. Отже, Zhou et al. (2024) підрахували, що обидва птерозаври мали подібний розмах крил приблизно 3–3.5 метра.